# Nan Platvoet
Nan Gerrit Platvoet (Oudeschild, 9 augustus 1909 – De Knipe, 30 november 1975) was een Nederlands graficus en grafisch ontwerper.  
Toen Nan vier jaar oud was, verhuisde de familie Platvoet naar Schellingwoude, bij Amsterdam. Vader Platvoet werd havenarbeider. De loopbaan van zoon Nan begon in de crisisjaren, toen hij werk vond als leerlingzetter bij de uitgeverij De Vooruitgang, later De Arbeiderspers in Amsterdam. Ook volgde hij een opleiding aan de Grafische School in Amsterdam. 
In 1943 begon hij een eigen grafisch bedrijf en verzorgde hij de opmaak van diverse tijdschriften. Platvoet ontwierp advertenties, catalogi en logo’s voor onder anderen Philips in Eindhoven en de textielfabriek Hatéma in Helmond. Van 1939 tot 1941 verzorgde hij als boekbandontwerper de omslagen van het tijdschrift Ons Technisch Maandblad.
In de jaren rond 1955 begon Nan Platvoet met het maken van handdrukken, door papier te bestempelen met allerlei voorwerpen: letters en ornamenten uit zijn letterbak en met sluitkurken van flessen. Uit stevig papier knipte hij sjablonen van mensen, dieren en ornamenten. 
- Biografisch Portaal: 78890590
- International Standard Name Identifier: 0000 0003 9078 7398
- Nederlandse Thesaurus van Auteursnamen: 203189248
- RKD-Nederlands Instituut voor Kunstgeschiedenis: 63827
- Virtual International Authority File: 284491095
- WorldCat: E39PBJw8Tccrr6BwxM4j4wvrbd